# Козлов, Павел Алексеевич
Па́вел Алексе́евич Козло́в (23 марта [4 апреля] 1841, Москва — 15 [27] марта 1891, там же) — русский поэт, переводчик и композитор. Внук П. Ф. Козлова.

## Биография
Родился в дворянской семье штабс-капитана Алексея Павловича Козлова (17.03.1813 — до 1877) и его троюродной сестры Прасковьи Андреевны Приклонской (1817—1878), наследницы усадьбы Подвязье. Воспитывался в Школе гвардейских подпрапорщиков и кавалерийских юнкеров. В 1860 году был принят на службу в Особую канцелярию Министерства иностранных дел. Пережил бурное увлечение гастролировавшей зарубежной актрисой, оставил службу и выехал за границу. Жил в Италии, Франции, Германии, Англии, Испании. Встречался с видными деятелями науки и культуры. В 1867 году, вернувшись из-за границы, служил при варшавском генерал-губернаторе.
Дрался на дуэли, был ранен. В 1868 году вновь уехал за границу. Познакомился с И. С. Тургеневым и выдающимися французскими писателями и сам стал серьёзно заниматься литературой. Вернувшись в Россию, служил при виленском генерал-губернаторе А. Л. Потапове, затем при московском генерал-губернаторе князе В. А. Долгорукове. Получил звания сначала камер-юнкера (1872), затем камергера.
В последние годы жизни, уже «приговорённый к смерти», страдая мучительным удушьем — следствием астмы, Козлов продолжал интересоваться литературой и диктовал сцены из намеченной им стихотворной комедии из великосветского быта. Похоронен на кладбище Донского монастыря.

## Творчество
Первые стихотворения пытался опубликовать в середине 1850-х годов. Дебютировал в печати переводом «Еврейских мелодий» Байрона в журнале «Библиотека для чтения» (1859; отдельное издание — Санкт-Петербург, 1860).
В 1870-х годах стихотворения и, главным образом, стихотворные переводы Козлова печатались в «Заре», «Вестнике Европы», «Русском вестнике», «Огоньке», «Всемирной иллюстрации» и других периодических изданиях, а также выходили отдельными изданиями. Оригинальные стихотворения Козлова ничем особенным не выдаются, но очень музыкальны: некоторые его романсы, например, «Забыли вы…» («Глядя на луч пурпурного заката», автор музыки А. А. Оппель) приобрели большую известность. На стихотворение «Когда б я знал…» Козлов сам написал музыку (1880). В 1884 году вышло двухтомное собрание стихотворений Козлова.
В переводах Козлова были изданы поэмы Альфреда де Мюссе «Ива» (1873—1884) и «Намуна» (1884). Перевёл также трагедии Уильяма Шекспира «Юлий Цезарь» и «Перикл», стихотворения Юлиуша Словацкого, Владислава Сырокомли, Юзефа Залеского и других польских поэтов.
Является автором поэмы «Городок», которая была опубликована в 1887 году в петербургском журнале «Книжки недели». Это была яркая сатира на царскую провинцию того времени. Хотя Козлов не назвал своими именами место и действующих лиц поэмы, под «Городком» почти наверняка подразумевался Темников, в котором Козлов неоднократно бывал, так как его мать владела Кондровской бумажной фабрикой, расположенной в нескольких километрах от города.
Главной литературной заслугой считались его переводы Байрона («Манфред», «Дон-Жуан», «Паломничество Чайльд-Гарольда», первые 3 песни, и «Беппо»), помещённые первоначально в «Русской мысли». Особенно хвалили в печати полный перевод «Дон Жуана», сделанный близко к подлиннику и притом чисто байроновским стихом. По характеристике К. Чуковского, «это был вполне корректный перевод, но до того худосочный, что русские люди, читая его, невольно представляли себе Байрона бесталанным сочинителем скучнейших стишков».